# Awagarh
Awagarh es un pueblo y  nagar Panchayat situado en el distrito de Etah en el estado de Uttar Pradesh (India). Su población es de 10983 habitantes (2011). 

## Demografía
Según el censo de 2011 la población de Awagarh era de 10983 habitantes, de los cuales 5708 eran hombres y 5275 eran mujeres. Umarha tiene una tasa media de alfabetización del 82,02%, superior a la media estatal del 67,68%: la alfabetización masculina es del 86,59%, y la alfabetización femenina del 77,14%.